# 赣皖乌头
赣皖乌头（学名：Aconitum finetianum），为毛茛科乌头属下的一个种。

## 扩展阅读
維基物種上的相關：赣皖乌头